# Cresilas

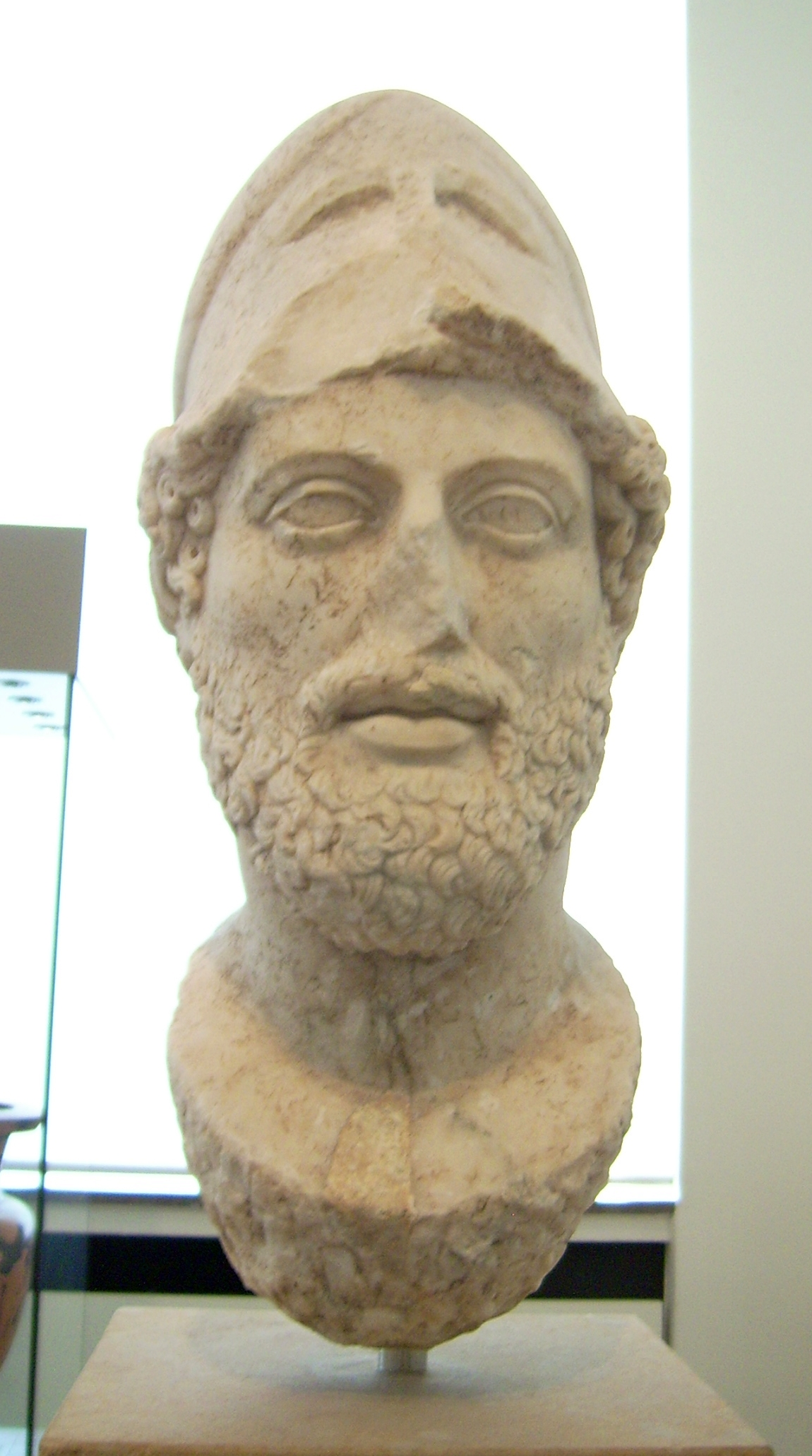
Romeinse kopie van een vermoedelijk door Kresilas gebeeldhouwd beeld van Perikles

Cresilas (Oudgrieks: Κρησίλας / Kresilas) was een Grieks beeldhouwer uit de tweede helft van de 5e eeuw v.Chr.
Hij was afkomstig van Cydon (op het eiland Kreta), maar werkte hoofdzakelijk te Athene. Van hem zijn verscheidene signaturen bewaard gebleven, maar ook veel vermeldingen in de literatuur, waaronder een beroemde Gewonde Amazone, een inzending voor een wedstrijd in Ephesus. Hij is de schepper van een beroemde (waarschijnlijk postume)  portretbuste van Pericles, waarvan verscheidene kopieën bekend zijn.
- Gemeinsame Normdatei: 1160110859
- Système universitaire de documentation: 198403577
- Union List of Artist Names: 500096175
- Virtual International Authority File: 96388986